# Шакић
Шакић је српско-хрватско презиме, настало од речи шака. Познати људи са овим презименом су:
- Динко Шакић, хрватски фашиста, командант логора Јасеновац
- Марко Шакић, српски хокејаш
- Миладин Шакић, бивши председник ФК Црвена звезда
- Никола Шакић, народни херој Југославије